# Альмерійська тайфа
Альмерійська тайфа (ісп. Taifa de Almería; араб. طائفة المرية) — в 1012–1038 і 1044–1091 роках ісламська монархічна держава на Піренейському півострові зі столицею в місті Альмерія. Арабською — емірат аль-Марійях.

## Історія
Після 1009 року внаслідок боротьби за трон починається занепад Кордовського халіфату. 1012 року військовик-саклаба Афлах переміг беребера Ібн равіса, ставши паном Альмерії, де утворив самостійну державу. Втім у 1014 році його було повалено Хайраном, еміром Мурсії, який переніс свою столицю до Альмерії. З цього часу починається економічне та культурне піднесення Альмерії та посилення політичної потуги самої тайфи.
Найбільшого піднесення тайфа зазнала за часів наступника Хайрана — Зухайра, який розширив кордони до Гранади та Толедо, підкорив Хаєн та на нетривалий час навіть Кордову.
У 1038 році після смерті Зухайра починається занепад тайфи, чим скористався Абд аль-Азіз, емір Валенсії, що захопив Альмерію. Втім у 1044 році Ман ібн Мухаммад, валі Альмерії, здійняв повстання, відновивши незалежність Альмерійської тайфи.
Нове економічне та культурне відродження тайфи пов'язано з сином Мана — Абу Ях'єю. Під час вторгнення Альморавідів до Піренейського півострова еміри тайфи не надали їм суттєвої підтримки. 1091 році Альмерію було підкорено альморавідськими військами.

## Еміри
- Афлах (1012—1014)
- Хайран (1014—1028)
- Зухайр ас-Саклабі (1028—1038)
- Абу Бакр аль-Раміні (1038)
- під владою Валенсійської тайфи
- Ман ібн Мухаммад (1044—1052)
- Абу Ях'я Мухаммад аль-Мутасім (1052—1091)
- Ахмад Муїз ад-Даула (1091)

## Господарство
Основу становила ремісництво, торгівля та добування корисних копалень, насамперед мармуру з шахт Макаель. Альмерія була знана як центр виробництва розкішних тканин з шовку, золота та срібла, які експортувались в більшість країн Середземномор'я. В другий період існування тайфи в Альмерії працювало більше 10 тис. ткацьких верстатів. Їх продукція вирушала до Генуї, Пізи та Флоренції. Розвивалося суднобудівництво, гончарство, виробництво мозаїки, виготовлялася ливарна та металургійна продукція, насамперед з міді, діяли соляні заводи та фруктоконсервна промисловість, продукція якої надходила до Тунісу та Єгипту.